# Jaakko Suikkari
Jaakko Suikkari (Jaakko Johannes Suikkari; * 20. September 1925 in Punkaharju; † 28. Dezember 2014 in Varkaus) war ein finnischer Sprinter.
Bei den Leichtathletik-Europameisterschaften 1950 in Brüssel schied er über 200 m im Vorlauf und wurde Sechster in der 4-mal-400-Meter-Staffel.
1952 kam er bei den Olympischen Spielen in Helsinki über 400 m nicht über die erste Runde hinaus.
Seine persönliche Bestzeit über 400 m von 49,3 s stellte er 1950 auf.